# Machaerus (geslacht)
Machaerus is een geslacht van kreeftachtigen uit de klasse van de Malacostraca (hogere kreeftachtigen).

## Soorten
- Machaerus atlanticus (Miers, 1881)
- Machaerus elata (Boone, 1927)
- Machaerus oxyacantha (Monod, 1956)
- Machaerus oxyacanthus (Monod, 1956)